# Dienis Głuszakow
Dienis Borisowicz Głuszakow (ros. Денис Борисович Глушаков, ur. 27 stycznia 1987 w Millerowie) – piłkarz rosyjski grający na pozycji ofensywnego pomocnika.

## Kariera klubowa
Karierę piłkarską Głuszakow rozpoczął w juniorach moskiewskiego zespołu CSKA. W 1999 roku został zawodnikiem młodzieżowej drużyny Niki Moskwa, a w 2005 roku przeszedł do zespołu seniorów i zadebiutował w Drugiej Dywizji. W połowie roku został zawodnikiem Lokomotiwu Moskwa, ale nie przebił się do podstawowego składu i na początku 2006 roku został wypożyczony do SKA Rostów nad Donem, grającego w Pierwszej Dywizji. W 2007 roku ponownie trafił na wypożyczenie, tym razem do innego zespołu ze szczebla drugiej ligi, Zwiezdy Irkuck. W jej barwach strzelił 8 goli, co spowodowało powrót do Lokomotiwu w 2008 roku. 30 marca 2008 zadebiutował w Premier Lidze w wygranym 2:0 domowym spotkaniu z Krylją Sowietow Samara. Z kolei 27 lipca strzelił pierwszego gola w lidze, w wygranych 3:0 derbach Moskwy z zespołem FK.
W 2013 roku Głuszakow przeszedł do Spartaka Moskwa, w którym zadebiutował 16 lipca 2013 w wygranym 2:1 wyjazdowym meczu z Krylją Sowietow Samara. W Spartaku grał do końca sezonu 2018/2019. Wywalczył z nim mistrzostwo Rosji w sezonie 2016/2017.
W 2019 roku Głuszakow został piłkarzem klubu Achmat Grozny. W Achmacie swój debiut zaliczył 5 sierpnia 2019 w zwycięskim 2:1 domowym spotkaniu z FK Orenburg. W Achmacie grał przez rok.
Latem 2020 Głuszakow przeszedł do FK Chimki. Swój debiut w nim zaliczył 4 października 2020 w przegranym 1:2 wyjazdowym meczu z Lokomotiwem Moskwa.
| Sezon   | Klub                 | Kraj  | Rozgrywki        | Mecze | Bramki |
| ------- | -------------------- | ----- | ---------------- | ----- | ------ |
| 2005    | Nika Moskwa          | Rosja | Drugia Dywizja   | 13    | 0      |
| 2005    | Lokomotiw Moskwa     | Rosja | Priemjer-Liga    | 0     | 0      |
| 2006    | SKA Rostów nad Donem | Rosja | Pierwyj diwizion | 16    | 6      |
| 2007    | Zwiezda Irkuck       | Rosja | Pierwyj diwizion | 34    | 8      |
| 2008    | Lokomotiw Moskwa     | Rosja | Priemjer-Liga    | 23    | 4      |
| 2009    | Lokomotiw Moskwa     | Rosja | Priemjer-Liga    | 27    | 3      |
| 2010    | Lokomotiw Moskwa     | Rosja | Priemjer-Liga    | 28    | 1      |
| 2011/12 | Lokomotiw Moskwa     | Rosja | Priemjer-Liga    | 37    | 11     |
| 2012/13 | Lokomotiw Moskwa     | Rosja | Priemjer-Liga    | 27    | 1      |
| 2013/14 | Spartak Moskwa       | Rosja | Priemjer-Liga    | 28    | 1      |
| 2014/15 | Spartak Moskwa       | Rosja | Priemjer-Liga    | 27    | 2      |
| 2015/16 | Spartak Moskwa       | Rosja | Priemjer-Liga    | 27    | 4      |
| 2016/17 | Spartak Moskwa       | Rosja | Priemjer-Liga    | 25    | 8      |
| 2017/18 | Spartak Moskwa       | Rosja | Priemjer-Liga    | 22    | 4      |
| 2018/19 | Spartak Moskwa       | Rosja | Priemjer-Liga    | 18    | 3      |
| 2019/20 | Achmat Grozny        | Rosja | Priemjer-Liga    | 24    | 4      |
| 2020/21 | FK Chimki            | Rosja | Priemjer-Liga    | 15    | 3      |

## Kariera reprezentacyjna
Głuszakow ma za sobą występy w reprezentacji Rosji U-21, której grał w 2008 roku. W dorosłej reprezentacji zadebiutował 29 marca 2011 w zremisowanym 1:1 towarzyskim meczu z Katarem.